# Carlos Alfredo Bernardes
Carlos Alfredo Bernardes (* 21. April 1916 in Rio de Janeiro; † 23. März 1977 in Manila) war brasilianischer Diplomat und 1962 tageweise geschäftsführender Außenminister.

## Leben
Carlos Alfredo Bernardes studierte Rechtswissenschaft, wurde Bachelor of Laws der Universidade Federal do Rio de Janeiro und trat 1939 in den auswärtigen Dienst. Er absolvierte den Curso de Aperfeiçoamento de Diplomatas und wurde von 1944 bis 1946 in Lissabon, von 1948 bis 1951 in Paris beschäftigt und war von 1952 bis 1959 Mitglied der brasilianischen Mission beim UN-Hauptquartier.
Nach der Unterzeichnung einer Gründungsurkunde am 26. Oktober 1956, leitete Carlos Alfredo Bernardes die Vorbereitungskommission der Internationalen Atomenergie-Organisation., wo er ab 1958 den Vorsitz der Regierungsvertreter innehatte. In den Jahren 1960/1961 wurde Bernardes als Geschäftsträger in Washington, D.C. eingesetzt, wo er am 5. Januar 1961 ein Abkommen über strategisches Material unterzeichnete. Ein Jahr später übernahm er bis 1963 die Funktion des Generalsekretärs des Itamaraty und war zwischenzeitlich vom 10. bis zum 12. April sowie vom 13. bis zum 18. September 1962 zugleich geschäftsführender Außenminister Brasiliens. Von Juli 1963 bis 1964 wurde Bernardes als ständiger Vertreter des brasilianischen Folterregimes beim UN-Hauptquartier beordert und wurde 1965 zum persönlichen Vertreter von UN-Generalsekretär U Thant in Zypern berufen. Schließlich wurde er 1974 als Botschafter nach Manila versetzt, wo er am 23. März 1977 verstarb.